# Dontari Poe
Dontari Poe (Memphis, 18 agosto 1990) è un giocatore di football americano statunitense che gioca nel ruolo di defensive tackle per i Dallas Cowboys della National Football League. Fu scelto come 11º assoluto nel Draft NFL 2012 dai Kansas City Chiefs. Al college ha giocato a football a Memphis.

## Carriera professionistica

### Draft NFL 2012
(Barack Obama sul B.S. Report, riferendosi alla prestazione di Poe nel Combine)
Entrando nella NFL Scouting Combine come una potenziale scelta del secondo giro, Poe impressionò con "una prestazione epica" secondo Todd McShay di ESPN, che in seguitò lo pronosticò come 11º scelta da parte dei Kansas City Chiefs. Poe in particolare stupì gli analisti correndo le 40 yard in 4,98 secondi malgrado i suoi 157 kg di peso, il quarto peso più alto per un uomo della linea difensiva dalla Combine del 2000, dietro solo Terrence Cody, Ahmad Childress e Frank Okam. A causa del suo rude atletismo, alcuni media lo paragonarono al defensive lineman, inserito diverse volte nella formazione ideale della stagione, Haloti Ngata. Il 26 aprile 2012, giorno del draft, Poe fu chiamato come undicesimo assoluto dai Kansas City Chiefs.

### Kansas City Chiefs
Il 26 luglio 2012, Poe firmò coi Chiefs un contratto quadriennale del valore di 11,3 milioni di dollari, tutti garantiti, con un bonus alla firma di 6.672.728 dollari.
Nella prima gara da professionista, il 9 settembre contro gli Atlanta Falcons, Poe mise a segno due tackle. Nel turno successivo, nella sconfitta contro i Buffalo Bills, Dontari mise a segno 3 tackle. Nella sua stagione da rookie giocò come titolare tutte le 16 gare dell'anno, terminando con 38 tackle nella disgraziata stagione dei Chiefs che conclusero con il peggior record della lega (2-14).
Nella prima gara della stagione 2013, Poe mise a segno i suoi primi 1,5 sack su Blaine Gabbert dei Jacksonville Jaguars, oltre a 6 tackle. Altri due sack li mise a referto nella vittoria della settimana successiva sui Dallas Cowboys. La sua stagione si concluse con 51 tackle e 4,5 sack, venendo premiato con la prima convocazione al Pro Bowl in carriera e inserito nel Second-team All-Pro.
I primi 1,5 sack del 2014, Poe li mise a segno nella vittoria della settimana 3 sui Miami Dolphins. A fine anno fu convocato per il secondo Pro Bowl in carriera dopo avere terminato con un nuovo primato personale di sei sack.
Il 22 novembre 2015, Poe, schierato in attacco come fullback, divenne il giocatore più pesante della storia a segnare un touchdown su corsa, nella gara contro i San Diego Chargers.
Il 25 dicembre 2016, Poe passò il primo touchdown in carriera per il tight end Demetrius Harris nella vittoria sui Denver Broncos che garantì ai Chiefs un posto nei playoff.

### Atlanta Falcons
Il 6 marzo 2017, Poe firmò un contratto annuale del valore di 8 milioni di dollari con gli Atlanta Falcons.

### Carolina Panthers
Il 15 marzo 2018 Poe firmò un contratto triennale da 27 milioni di dollari con i Carolina Panthers.

### Dallas Cowboys
Il 25 marzo 2020 Poe firmò con i Dallas Cowboys.

## Palmarès
- Convocazioni al Pro Bowl: 2

2013, 2014
- Second-team All-Pro: 1

2013